# 박준덕부부 효열각
박준덕부부 효열각(朴峻德夫婦 孝烈閣)은 충청북도 청주시 상당구에 있다. 2015년 4월 17일 청주시의 향토유적 제23호로 지정되었다.

## 개요
1887년 함양박씨 박준덕과 열녀인 그의 처 안동김씨의 효열을 기리기 위해 세운 정자이다.